# Загнал

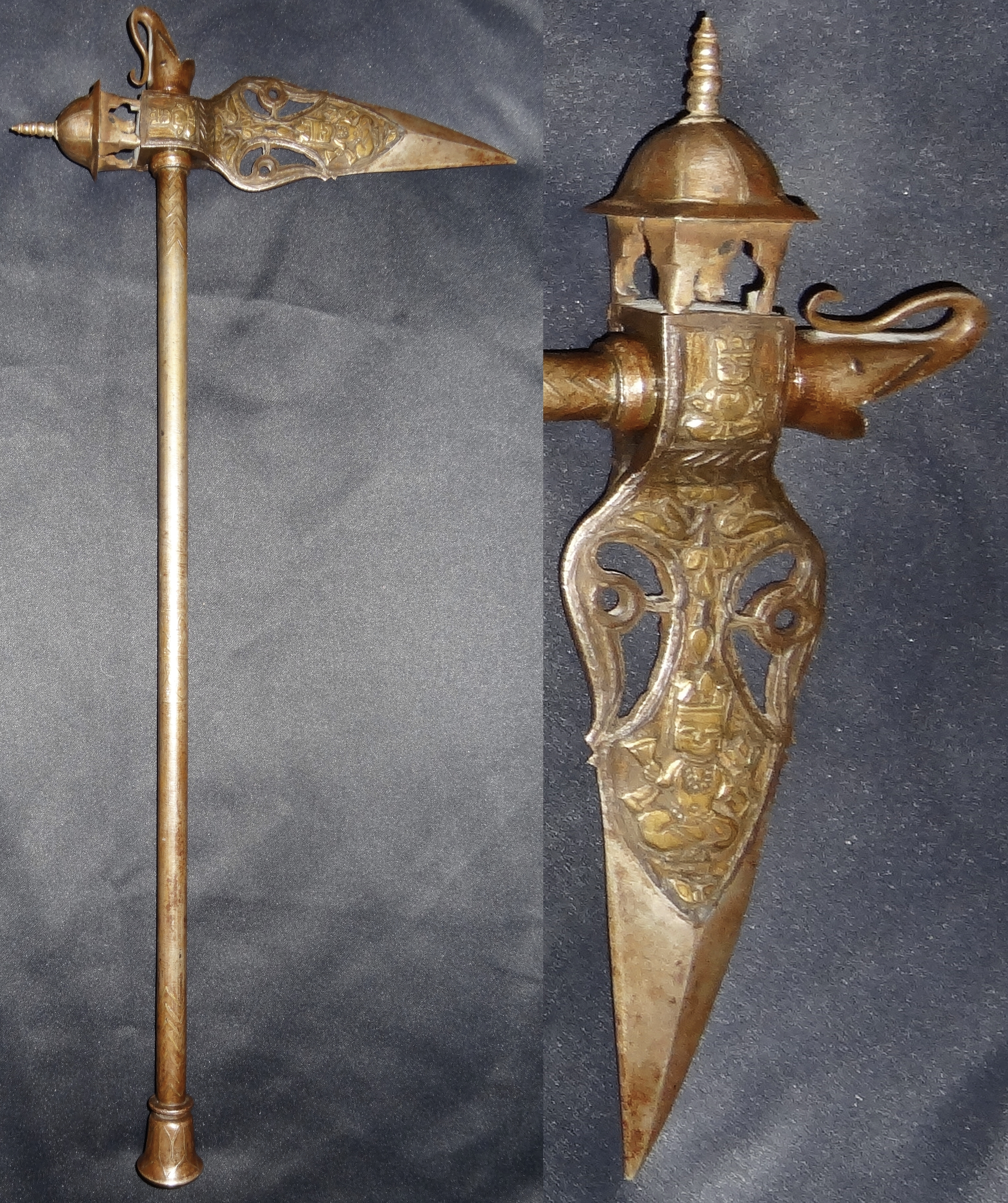
Загнал.

Загнал — клевец, применявшийся в Индии в XVI—XIX веках.
Его название происходит от персидского слова, означающего «вороний клюв», поскольку такую форму имела боевая часть загнала. Клюв был выполнен из стали в виде довольно тонкого кинжального клинка, как правило, с ребром жёсткости или долами. Остриё иногда загибалось вниз, к рукояти, в других случаях клинок был прямым. На обухе иногда располагалась декоративная бронзовая фигурка, изображающая, например, слона. Реже вместо неё делался небольшой топор — такое оружие называлось табар-загнал.
Реже встречались загналы других типов. Например, клюв мог быть круглым в сечении или гранёным. Сохранились и довольно экзотические экземпляры, один из которых имеет сразу 8 клювов, закреплённых так, что в каждую из четырёх сторон было направлено по 2, а между ними крепятся полотна топоров. Другой же схож с топором тонги с двойным направленным вперёд остриём.
Рукояти загналов изготовлялись из дерева или металла. Иногда в полую металлическую рукоять с противоположной боевой части стороны мог вставляться стилет. Загналы были одноручным оружием. Их общая длина составляла от 40 до 100 см.